# Taakbalk

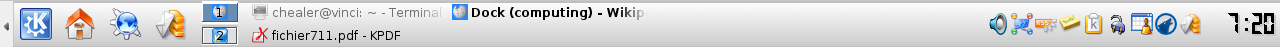
Taakbalk van KDE Kicker.

Een taakbalk is een onderdeel van een grafische gebruikersomgeving. Het is een balk meestal onderaan het scherm om aan te geven welke applicaties (taken) zijn gestart en om die eventueel te beheren. Afhankelijk van de gebruikersomgeving en het besturingssysteem kan de taakbalk ook andere functies bevatten, zoals het opstarten van applicaties.

## Windows
Onder Microsoft Windows heet de gehele balk die standaard onderin te vinden valt taakbalk, inclusief de eigenlijke taakbalk.
De taakbalk is sinds Windows 95 aanwezig als primair element om programma's te beheren. De taakbalk wordt gestart door het programma EXPLORER.EXE (Windows Verkenner) als Windows wordt opgestart.
De standaard weergave van de Windows taakbalk in Windows 95 tot Windows Vista is van links naar rechts: Startmenu - Snelstartmenu - Taakbalk - Systeemvak - Klok. In Windows 7 en Windows 8 is dit: Startmenu - Taakbalk - Systeemvak - Klok - Knop voor het zichtbaar maken van de desktop Het is echter mogelijk om de weergave van de taakbalk aan te passen. De taakbalk kan bijvoorbeeld naar de linker-, rechter-, of bovenkant van het scherm verplaatst worden. Het is ook mogelijk de taakbalk groter te maken dan de standaard hoogte.
- Het startmenu geeft toegang tot de verschillende programma's die op de computer aanwezig zijn.
- Het snelstartmenu bestaat uit een aantal kleine pictogrammen die direct een programma opstarten wanneer er op geklikt wordt. Het snelstartmenu heeft als voordeel tegenover het startmenu dat niet eerst enkele menu's doorgegaan moet worden.
- De eigenlijke taakbalk geeft de actieve applicaties aan door de naam en de pictogram van de applicatie als een knop op de taakbalk weer te geven. Deze verschillende knoppen blijven ook zichtbaar nadat het venster van een applicatie wordt geminimaliseerd en dus van het werkoppervlak verdwenen is. Door op de knop van een applicatie te klikken komt het venster weer terug op het werkoppervlak.
- In het systeemvak staan actieve applicaties die geen actieve vensters hebben en ook geen service zijn. Door op de pictogrammen van deze programma's te klikken wordt meestal een menu weergegeven om een venster van dat programma te laten weergeven.
- De klok geeft de huidige tijd weer. Wanneer de taakbalk groter wordt gemaakt geeft de klok meestal ook de huidige datum weer.

De Taakbalk van Windows 7 werd helemaal vernieuwd met voorbeeldweergaven, opdrachten gekoppeld aan programma's en iconen in plaats van tekst met iconen.

## Linux
In de bureaubladomgevingen GNOME en KDE heeft de taakbalk maar één functie en dat is het tonen en beheren van draaiende applicaties. Deze taakbalk is een onderdeel van een paneel of vormt in zijn geheel een paneel. Onder Gnome heet dit paneel het Gnome-paneel en KDE 3 heet dit paneel Kicker. In KDE 4 is het paneel een onderdeel geworden van Plasma en is een widget (plasmoid) geworden.
Er kunnen meerdere panelen op het scherm geplaatst worden, aan elke gewenste rand van het scherm. Deze panelen kunnen allerlei functies bevatten, waaronder de taakbalk, knoppen om programma's mee te starten, een klok, een systeemvak, kleine mini-applicaties (applets of widgets), uitklapmenu's en meer.
De desktopomgeving LXDE gebruikt het desktoppanel LXPanel.

## Mac OS X
In Mac OS X, het besturingssysteem van Apple Macintosh-computers, zijn er twee soorten taakbalk. De eerste is de menubalk die altijd aan de bovenkant van het scherm staat, en de menu's voor het huidige programma weergeeft, met aan de rechterkant symbooltjes vergelijkbaar met de systeemtray van de Windows taakbalk. Daarnaast is er het Dock, dat pictogrammen voor veelgebruikte en actieve programma's weergeeft. Deze taakbalk kan aan de onderkant of aan de rechter- of linkerkant van het scherm worden geplaatst, en kan eventueel automatisch verborgen worden.